# Maestro Simone
Maestro Simone, né à Naples (Campanie) à une date inconnue, et mort en 1346, est un peintre italien de la période gothique de l'école napolitaine du XIVe siècle, qui a été actif en 1325.

## Biographie
Il a fait son apprentissage auprès de Filippo Tesauro (1260-1320). Les peintres Gennaro di Cola et Maestro Stefanone furent ses élèves.
Il est mort jeune au cours de l'année 1346. 